# 背包问题

背包问题的一个例子：应该选择哪些盒子，才能使价格尽可能地大，而保持重量小于或等于15 kg？当然这只是一维的限制条件，还存在多维限制条件的背包问题，比如空间和重量均可设限

背包问题（英語：Knapsack problem）是一种组合优化的NP完全问题。问题可以描述为：给定一组物品，每种物品都有自己的重量和价格，在限定的总重量内，我们如何选择，才能使得物品的总价格最高。问题的名称来源于如何选择最合适的物品放置于给定背包中，背包的空间有限，但我们需要最大化背包内所装物品的价值。背包问题通常出现在资源分配中，决策者必须分别从一组不可分割的项目或任务中进行选择，而这些项目又有时间或预算的限制。
背包问题历史悠久，甚至可以追溯到1897年。“背包问题”一词最早出现于数学家托比阿斯·丹齊格的早期研究中，他研究的问题是如何打包行李，要求最大化所选行李的价值且不能超载。

## 应用
背包问题出现在现实世界很多领域的决策过程中，诸如寻找节约原料的生产方式、选择投资项目及投资组合、选择证券化的资产以及为默克尔-赫尔曼和其他背包密码系统生成密钥。
背包問題的一個早期應用是測驗編製與測驗賦分，受測試者可以選擇他們所需回答的問題。举个例子，受测者需要回答12道题，每道题10分，这时受测者只需要答对10道题就能得到满分100分。但是假如说每道题的赋分不同，问题的选择工作将会变得比较困难。对此，费尔曼和魏斯构建了一个系统，该系统分发给学生一张总分为125分且每道题赋分不等的考卷，学生则去尽力回答所有的问题。利用背包算法，可以算出每个学生可能获得的最高分数。
1999年石溪大学算法库的一项研究表明，在75个算法问题中，背包问题在最受欢迎的问题中排名第19，在最常用的问题中排名第三，仅次于后缀树和集装优化问题。

## 定义
我们有n种物品，物品j的重量为wj，价格为pj。

我们假定所有物品的重量和价格都是非负的。背包所能承受的最大重量为W。

如果限定每种物品只能选择0个或1个，则问题称为0-1背包问题。
可以用公式表示为：
最大化{\displaystyle \qquad \sum _{j=1}^{n}p_{j}\,x_{j}}
受限于{\displaystyle \qquad \sum _{j=1}^{n}w_{j}\,x_{j}\ \leqslant \ W,\quad \quad x_{j}\ \in \ \{0,1\}}
如果限定物品j最多只能选择bj个，则问题称为有界背包问题。

可以用公式表示为：
最大化{\displaystyle \qquad \sum _{j=1}^{n}p_{j}\,x_{j}}
受限于{\displaystyle \qquad \sum _{j=1}^{n}w_{j}\,x_{j}\ \leqslant \ W,\quad \quad x_{j}\ \in \ \{0,1,\ldots ,b_{j}\}}
如果不限定每种物品的数量，则问题称为无界背包问题。

各类复杂的背包问题总可以变换为简单的0-1背包问题进行求解。

## 计算复杂度
在计算机科学领域，人们对背包问题感兴趣的原因在于：
- 利用动态规划，背包问题存在一个伪多项式时间算法
- 把上面算法作为子程序，背包问题存在完全逼近多项式时间方案
- 作为NP完全问题，背包问题没有一种既准确又快速（多项式时间）的算法

## 动态规划解法

### 无界背包问题
如果重量w1, ..., wn和W都是非负数，那么用动态规划，可以用伪多项式时间解决背包问题。下面描述了无界背包问题的解法。
简便起见，我们假定重量都是正数（wj > 0）。在总重量不超过W的前提下，我们希望总价格最高。对于Y ≤ W，我们将在总重量不超过Y的前提下，总价格所能达到的最高值定义为A(Y)。A(W)即为问题的答案。
显然，A(Y)满足：
- A(0) = 0
- A(Y) = max { A(Y - 1), { pj + A(Y - wj) | wj ≤ Y } }

其中，pj为第j种物品的价格。
关于第二个公式的一个解释：总重量为Y时背包的最高价值可能有两种情况，第一种是该重量无法被完全填满，这对应于表达式A(Y - 1)。第二种是刚好填满，这对应于一个包含一系列刚好填满的可能性的集合，其中的可能性是指当最后放进包中的物品恰好是重量为wj的物品时背包填满并达到最高价值。而这时的背包价值等于重量为wj物品的价值pj和当没有放入该物品时背包的最高价值之和。故归纳为表达式pj + A(Y - wj)。最后把所有上述情况中背包价值的最大值求出就得到了A(Y)的值。
如果总重量为0，总价值也为0。然后依次计算A(0), A(1), ..., A(W)，并把每一步骤的结果存入表中供后续步骤使用，完成这些步骤后A(W)即为最终结果。由于每次计算A(Y)都需要检查n种物品，并且需要计算W个A(Y)值，因此动态规划解法的时间复杂度为O(nW)。如果把w1, ..., wn, W都除以它们的最大公因数，算法的时间将得到很大的提升。
尽管背包问题的时间复杂度为O(nW)，但它仍然是一个NP完全问题。这是因为W同问题的输入大小并不成线性关系。原因在于问题的输入大小仅仅取决于表达输入所需的比特数。事实上，{\displaystyle \left\lfloor log_{2}W\right\rfloor +1}，即表达W所需的比特数，同问题的输入长度成线性关系。

### 0-1背包问题
类似的方法可以解决0-1背包问题，算法同样需要伪多项式时间。我们同样假定{\displaystyle w_{1},w_{2},\dots ,w_{n}}和{\displaystyle W}都是正整数。我们将在总重量不超过{\displaystyle Y}的前提下，前{\displaystyle j}种物品的总价格所能达到的最高值定义为{\displaystyle A(j,Y)}。
{\displaystyle A(j,Y)}的递推关系为：
- {\displaystyle A(0,Y)=0}
- 如果{\displaystyle w_{j}>Y}，则{\displaystyle A(j,Y)=A(j-1,Y)}
- 如果{\displaystyle w_{j}\leq Y}，则{\displaystyle A(j,Y)=\max \lbrace A(j-1,Y),p_{j}+A(j-1,Y-w_{j})\rbrace }

通过计算{\displaystyle A(n,W)}即得到最终结果。
为提高算法性能，我们把先前计算的结果存入表中。因此算法需要的时间和空间都为{\displaystyle O(nW)}，通过对算法的改进，空间的消耗可以降至{\displaystyle O(W)}。

## 二次背包问题
推广的背包问题有二次背包问题、多维背包问题、多目标背包问题等。
二次背包问题是背包问题的一种推广形式：
| 最大化{\displaystyle \sum _{j=1}^{n}p_{j}x_{j}+\sum _{i=1}^{n-1}\sum _{j=i+1}^{n}p_{ij}x_{i}x_{j}} |                                                  |                                       |  |
| 受限于                                                                                             | {\displaystyle \sum _{j=1}^{n}w_{j}x_{j}\leq W,} |                                       |  |
| | {\displaystyle x_{j}\in \{0,1\}}                 | for all {\displaystyle 1\leq j\leq n} |  |